# Violência contra pessoas LGBT
A violência contra pessoas LGBT (lésbicas, gays, bissexuais e transgéneros), comumente descrita como LGBT-fobia, são ações que podem ocorrer tanto pelas mãos de indivíduos ou grupos, como por parte da aplicação de leis governamentais visando as pessoas que contrariam as regras da heterocisnormatividade.
Um crime de ódio ocorre simplesmente quando os indivíduos são vitimados por causa da sua raça, etnia, religião, sexo, identidade de gênero ou orientação sexual. Os crimes de ódio contra as pessoas LGBT muitas vezes ocorrem porque os autores são homofóbicos, bifóbicos, transfóbicos, entre outros. Os ataques também podem ser atribuídos à própria sociedade. Uma variedade de grupos religiosos, bem como os defensores de ideologias extremistas condenam a homossexualidade, bissexualidade, transexualidade, etc,  definindo-a a termos como: fraco, doente e moralmente errado.  A violência dirigida às pessoas por causa de sua sexualidade e identidade de gênero pode ser de forma psicológica e física, incluindo o assassinato. Estas ações podem ser causadas por hábitos culturais, religiosos ou políticos e preconceitos.

## Criminalização da homossexualidade
Em maio de 2010, 76 países ainda criminalizavam actos sexuais consensuais entre adultos do mesmo sexo, sendo que em 7 países a sanção legal imposta era a pena de morte:
- Irã:[7] Desde 1979, o governo executou mais 4,000 pessoas acusadas de actos homossexuais.[8]
- Mauritânia
- Arábia Saudita[9]
- Sudão
- Iémen
- Zonas da Nigéria e Somália[6]

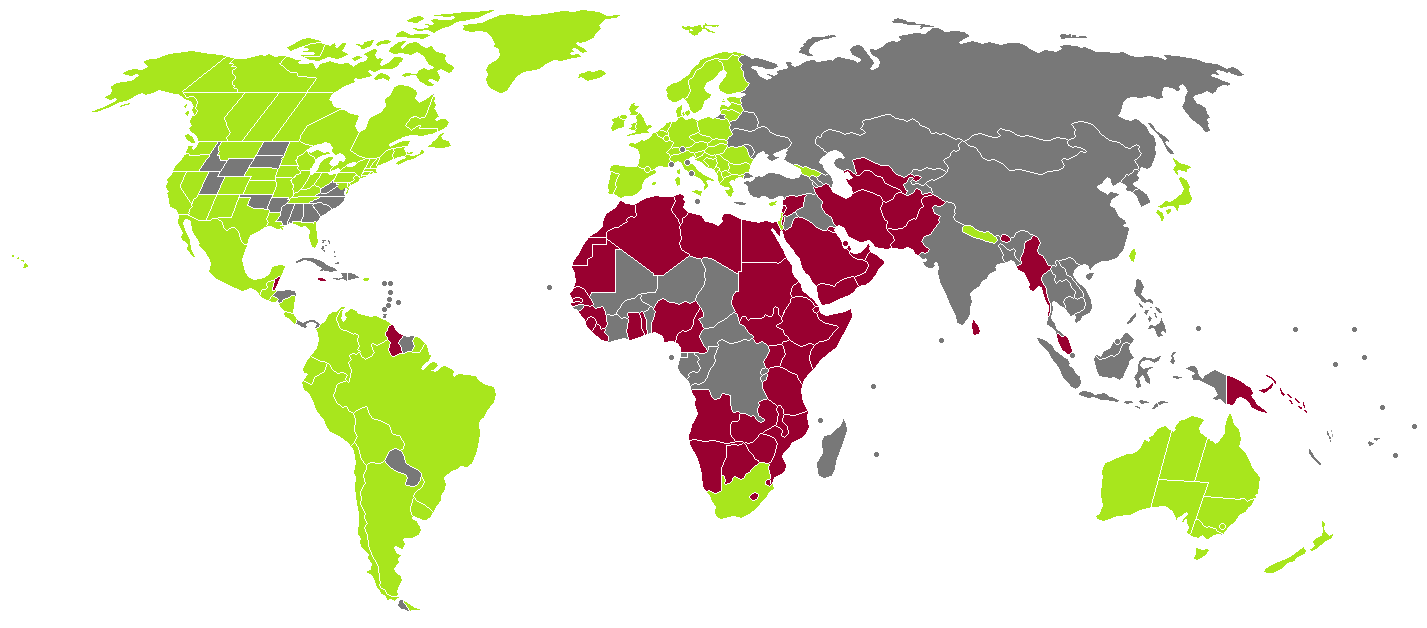
Leis anti-discriminação baseada na orientação sexual em todo o mundo.
Países com leis anti-discriminação
Homossexualidade é ilegal
Sem dados/Ambíguo

Países onde a homossexualidade é criminalizada, mas não punida com a morte, incluem:
África
Argélia, Burundi, Camarões, Comores, Egipto, Eritréia, Etiópia, Gâmbia, Gana, Guiné, Quênia, Lesoto, Libéria, Líbia, Malawi, Maurícias, Marrocos, Namíbia, Nigéria (pena de morte em alguns estados), São Tomé e Príncipe, Senegal, Seychelles, Somália (pena de morte em alguns estados), Essuatíni, Tanzânia, Togo, Tunísia, Uganda, Zâmbia e Zimbabwe
Ásia
Afeganistão, Bangladesh, Butão, Brunei, Myanmar, Kuwait, Líbano, Malásia, Maldivas, Omã, Paquistão, Qatar, Singapura, Sri Lanka, Síria, Turquemenistão, Emirados Árabes Unidos, Uzbequistão, Faixa de Gaza
Europa
República Turca de Chipre do Norte (não reconhecida internacionalmente)
América Latina e Caribe
Antígua e Barbuda, Barbados, Belize, Dominicana, Granada, Guiana, Jamaica, São Cristóvão e Neves, Santa Lúcia, São Vicente e Granadinas, Trinidad e Tobago
Oceania
Kiribati, Nauru, Palau, Papua-Nova Guiné, Samoa, Ilhas Salomão, Tonga, Tuvalu, Ilhas Cook
A Índia criminalizou a homossexualidade até 2 de junho de 2009, quando o Supremo Tribunal de Delhi declarou a secção 377 do Código Penal Indiano inválida.

## Comportamento homofóbico

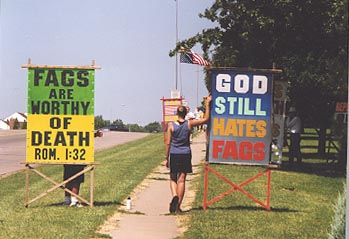
A Igreja Batista de Westboro em demonstração da sua posição extrema contra a homossexualidade.

O insulto homofóbico pode ir do bullying, difamação, injúrias verbais ou gestos e mímicas obscenos mais óbvios até formas mais sutis e disfarçadas, como a falta de cordialidade e a antipatia no convívio social, a insinuação, a ironia ou o sarcasmo, casos em que a vítima tem dificuldade em provar objectivamente que a sua honra ou dignidade foram violentadas.
Alegadamente, um tipo desses ataques insidiosos mais largamente praticado pelos homófobos (pode dizer-se que em nível mundial, mas com particular incidência nas sociedades mediterrânicas, tradicionalmente machistas) e que funciona como uma espécie de insulto codificado e impune, é o de assobiar, entoar, cantarolar ou bater palmas (alto ou em surdina, dependendo do atrevimento do agressor) quando estão na presença do objecto do seu ataque, muitas vezes perante terceiros. Esta forma de apupar, humilhar, amesquinhar ou intimidar alguém parece ter raízes muito antigas. A Bíblia refere, a respeito do atribulado Job: "O vento leste (...) bate-lhe palmas desdenhosamente e, assobiando, enxota-o do seu lugar"
Há diversos grupos, políticos ou culturais que se opõem à homossexualidade. 
Dependendo da forma como aplicam a sua oposição (que varia do "não considerar um comportamento recomendável" até à "pena de morte") pode ser considerados "fundamentalistas" ou não. As manifestações desta oposição podem ter consequências directas para pessoas não homossexuais.
Em muitos casos esta oposição tem reflexos legais, novamente variando entre leis que diferenciam entre casais do mesmo sexo e casais do sexo oposto, até países em que se aplica a pena de morte a homens que tenham sexo com homens.
No entanto, há alguns grupos dentro das ideologias e religiões apresentadas que apoiam activamente os direitos das pessoas LGBT. Da mesma forma existem indivíduos homossexuais, associações e grupos LGBT que podem, mesmo assim, manifestar-se de forma considerada homofóbica em determinados contextos.

### Caso Judith Reisman
Judith Reisman é uma escritora conservadora dos Estados Unidos, autora do livro Kinsey: Crimes & Consequences. Judith Reisman tem se empenhado em batalhas judiciais contra a pornografia, contra o assédio sexual de mulheres e crianças e, desde 1977, contra o Instituto Kinsey. Em 2004 a revista Variety, dos Estados Unidos, recusou um anúncio de página inteira da Judith Reisman que chamava Alfred Kinsey de "um homem que produziu e dirigiu o estupro e a tortura de centenas de jovens e crianças". Segundo Judith Reisman, Alfred Kinsey e sua equipe teriam abusado de crianças para chegar a certos dados do relatório Kinsey. Essa temática não é verdadeira e teria sido escolhida como apelo emocional para desacreditar os estudos de Alfred Kinsey, vítima do macartismo.

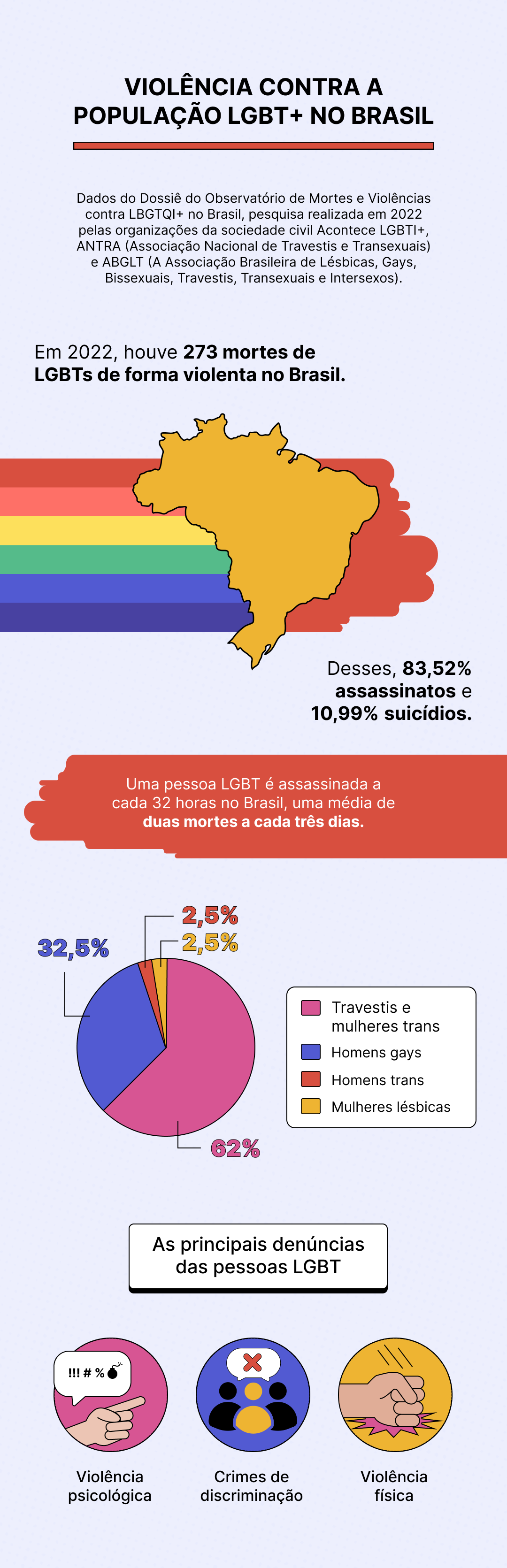
Alguns dados sobre a violência contra a população LGBTQIA+ no Brasil.

## Ataques no mundo

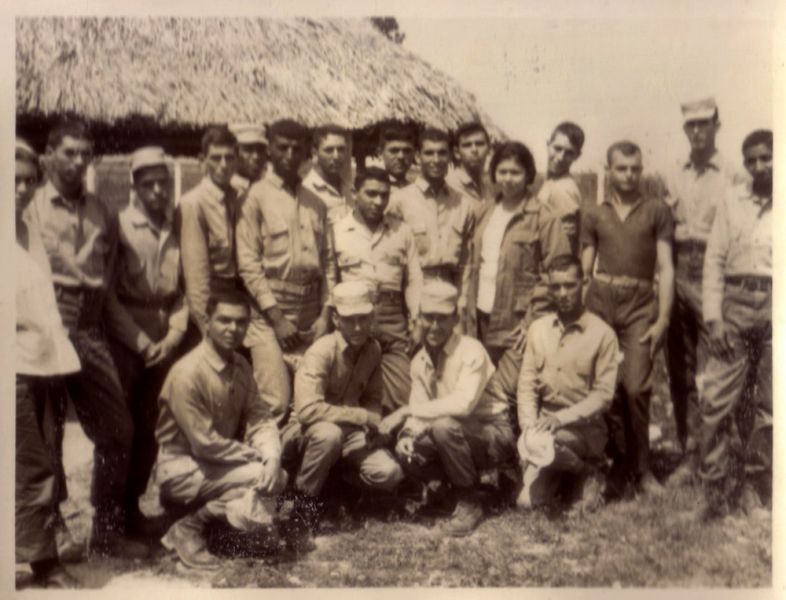
Homossexuais e oponentes da revolução cubana na Unidade Militar de Ajuda à Produção (UMAP)

Na década de 1960, o regime comunista cubano perseguiu homossexuais. Em 1962, houve uma série de batidas policiais conhecidas como A Noite dos 3P contra proxenetas, prostitutas e “pássaros” (como eram chamados os homossexuais em Cuba). Em 1965, a União de Jovens Comunistas realizou expurgos em instituições educacionais para expulsar "elementos contra-revolucionários e homossexuais". Nesse mesmo ano, começariam as Unidades Militares de Ajuda à Produção (UMAP) para onde foram enviados homossexuais, lésbicas, cristãos e opositores da revolução. O poeta Allen Ginsberg denunciava essas práticas e depois foi expulso de Cuba.
Durante o conflito armado no Peru, massacres foram realizados contra a população LGBT como parte de uma política de “limpeza social” proclamada pelos grupos comunistas Sendero Luminoso e o Movimento Revolucionário Túpac Amaru. Um desses massacres ocorreu na cidade de Aucayacu em 1986 com um total de 10 pessoas mortas pelo Sendero Luminoso que os considerava “flagelos sociais”. Outro massacre conhecida como Noite das Gardênias, desta vez cometido pelo Movimento Revolucionário Túpac Amaru, foi realizado em 1989 na cidade de Tarapoto como parte de suas "cruzadas contra o vício".
Nos Estados Unidos, o FBI informou que 17,6% dos crimes de ódio relatados à polícia em 2008, basearam-se em vista a orientação sexual. 57,5% destes ataques foram contra homens gays. O assassinato, em 1998, de Matthew Shepard, um estudante gay, é um dos incidentes mais notórios dos Estados Unidos.
De acordo com o Grupo Gay da Bahia (GGB), em 2009, foram assassinadas 198 pessoas por motivos homofóbicos no Brasil. Em 2011 foram 266 mortes, e em 2012 foram 338.
Em 2010, jovens homossexuais foram agredidos na Avenida Paulista, em São Paulo.

### Preconceito
- Retórica anti-LGBT
- Heterossexismo
- Estereótipo LGBT
- Movimento anti-LGBTQ dos anos 2020 nos Estados Unidos

### Violência
- Estupro corretivo
- Suicídio entre jovens LGBT
- Ataques contra homossexuais em São Paulo em 2010
- Massacre de Aucayacu
- Noite das gardênias
- A noite dos três P
- História da violência contra pessoas LGBTQ nos Estados Unidos
- Unidades Militares de Ajuda à Produção